# 刘庆年
刘庆年（1951年—），江苏泗阳人，汉族，中华人民共和国政治人物、第十一届全国人民代表大会江苏地区代表。
毕业于青岛远洋船员学院企业管理专业，是中共党员。担任江苏箭鹿集团党委书记、董事长。2008年起担任全国人大代表。